# Commission centrale pour l'approfondissement des réformes
La Commission centrale pour l'approfondissement des réformes (CCAR), est un organe de formulation et de mise en œuvre des politiques du Comité central du Parti communiste chinois (PCC) en charge des « réformes d'approfondissement global ». Ces réformes sont censées être encore plus ambitieuses que la précédente série de réformes économiques globales lancées par l'ancien président Deng Xiaoping.
L'objectif principal de la commission est de déterminer les orientations politiques pour réformer les systèmes économiques, politiques, culturels, sociaux et éthiques de la Chine moderne. La CCAR dispose de sections locales qui supervisent la mise en œuvre des directives émises depuis le niveau central.
Le CCAR est composé entièrement de fonctionnaires ayant au moins le rang de « chef national adjoint » dans la hiérarchie officielle. La plupart des membres de la commission sont également membres du Politburo du PCC, un organe central de décision. Quatre des sept membres du Comité permanent du Politburo font également partie du groupe.

## Histoire
La commission a été initialement créée sous le nom de Groupe directeur central pour l'approfondissement global des réformes. (pp74–75) C'est en novembre 2013 que laa décision de créer le groupe a été annoncée lors de la 3e session plénière du 18e Comité central, (p72) lequel a également approuvé une décision du Comité central du PCC sur l’approfondissement global des réformes. Le 30 décembre 2013, le Politburo a annoncé la création d'un groupe composé de Xi Jinping, secrétaire général du PCC et président de la Chine, comme chef ( zuzhang ), et de Li Keqiang, premier ministre. Liu Yunshan et Zhang Gaoli sont nommés chefs adjoints ( fuzuzhang ). Les observateurs ont déclaré que cela marquerait un changement, car auparavant la planification des politiques relevait du domaine du Premier ministre directement, participant à une centralisation forte du pouvoir. En mars 2018, le groupe dirigeant est transformé en commission; appelée Commission centrale d'approfondissement des réformes.
Depuis sa première réunion début 2014, et jusqu’à la fin 2022, la commission s’est réunie 66 fois et a délibéré sur 542 documents politiques. Les documents de politique générale publiés par la CCAR ont largement porté sur des orientations politiques ou des plans à long terme, ces types représentant respectivement 54 % et 25 % des documents publiés par ae CCAR. Plus des trois quarts des documents de la CCAR rendus publics sont ensuite officiellement publiés par le Comité central du PCC et le Conseil des affaires d'État.

## Rôle
Très rapidement, la commission est devenue le principal mécanisme d’élaboration des politiques nationale de haut rang. (p72) Les questions structurelles, tant sur le domaine social, culturel, qu'économique, constituent l'objet des politiques menées. (pp74–75) La CCAR se réunit régulièrement, environ toutes les six à huit semaines. Elle se réunit généralement sept fois par an pour discuter de la politique dans six domaines principaux : le système économique et la civilisation écologique, la démocratie et le système juridique, le système culturel, le système social, la construction du parti et le système d'inspection de la discipline. Dans la pratique, la commission présidée par Xi Jinping surpasse les organes décisionnels de l’administration d’État, notamment la Commission nationale du développement et de la réforme et le Conseil d’État. (p72) Malgré sa puissante influence, la commission est un organe du Parti et n'a pas l'autorité formelle de légiférer. (pp74–75)

### Procédure
Chaque année, la CCAR identifie les principales priorités de réforme dans ses domaines fournis par l'administration de l'État. Elle délibère et approuve les politiques stratégiques dans ce domaine, l'élaboration et la mise en œuvre des politiques étant déléguées soit aux ministères du gouvernement, soit aux antennes locales de la commission. (pp74–75)Ces autres organismes soumettent des rapports à la commission centrale (pp74–75)ou les sous-groupes appropriés pour une validation et des conseils supplémentaires.
Le processus donne naissance à des projets de documents politiques finalisés pour approbation formelle, lesquels sont ensuite délibérés et approuvée lors d'une réunion présidée par Xi. Xi Jinping prononce à chaque fois un discours transmettant « l’esprit » de la politique et donnant des orientations pour sa mise en œuvre.
Ensuite, les agences exécutives organisent des sessions d'étude afin de développer la « compréhension » de « l'esprit » de la politique transmis lors de la réunion et du discours de Xi Jinping. Le CCAR examine alors régulièrement les rapports sur la mise en œuvre, généralement soumis par les commissions locales d’approfondissement de la réforme. Après la présentation des rapports, la CCAR émet des instructions clarificatrice, conduisant généralement à la mise en œuvre de nouvelles politiques.

## Organisation
La mise en œuvre des objectifs politiques de la CCAR est déléguée à six « groupes spéciaux » au sein de la commission. (p72)Chaque bureau dispose d'une orientation politique spécifique, d'un bureau et d'un directeur membre d'une grande administration.
- Groupe de réforme du système économique et de la civilisation écologique
- Groupe spécial sur la démocratie et la réforme du système juridique
- Commission de réforme culturelle
- Groupe spécial de réforme du système social
- Comité spécial pour la réforme du système de construction du parti
- Groupe spécial sur la réforme du système d'inspection de la discipline

Le Bureau général du CCDR est situé au sein du Bureau central de recherche sur les politiques (BCRP), lui-même situé au sein du Bureau général du PCC. La CCAR a des antennes locales aux niveaux provincial, municipal et départemental, (p72)ainsi que dans les entreprises publiques, qui supervisent la mise en œuvre d’orientations politiques détaillées au niveau local.

## Membres

### 19eCommission
- Chef
  - Xi Jinping (Comité permanent du Politburo, secrétaire général du Parti, président de l'État)
- Chefs adjoints
  - Li Keqiang (Comité permanent du Politburo, Premier ministre du Conseil des affaires d'État )
  - Wang Huning (Comité permanent du Politburo, premier secrétaire du Secrétariat )
  - Han Zheng (Comité permanent du Politburo, vice-premier ministre )
- Adhésion
  - Pas encore publié publiquement
- Bureau d'approfondissement des réformes
  - Wang Huning, directeur
  - Mu Hong, directeur adjoint exécutif du Bureau général (directeur adjoint de la Commission nationale du développement et de la réforme, niveau ministériel)

### 20eCommission
- Chef
  - Xi Jinping (Comité permanent du Politburo, secrétaire général du Parti, président de l'État)
- Chefs adjoints
  - Li Qiang (Comité permanent du Politburo, Premier ministre du Conseil des affaires d'État)
  - Wang Huning (Comité permanent du Politburo, président de la Conférence consultative politique du peuple chinois )
  - Cai Qi (Comité permanent du Politburo, premier secrétaire du Secrétariat)
- Adhésion
  - Pas encore publié publiquement
- Bureau d'approfondissement des réformes
  - Wang Huning, directeur